# Большак
Большак (домовладика)  — голова великої патріархальної родини (з 5-30 людей) в Росії, з середньовіччя до 20 століття. Мав широкі права на власний розсуд розпоряджатися загальним майном, контролювати всі процеси в родині. Становище "большака", у моральному, господарському і навіть адміністративному відношенні визнавали всі члени сім'ї, громада і навіть влада
.Також часто розпоряджався долями членів родини, в деяких випадках міг займатися "снохацтвом" .